# الجنات (مذيخرة)

تعديل مصدري - تعديل

الجنات محلة تابعة لقرية العذري، التابعة لعزلة بني مليك بمديرية مذيخرة إحدى مديريات محافظة إب في الجمهورية اليمنية، بلغ تعداد سكانها 33 حسب تعداد اليمن لعام 2004.